# Santo Antônio da Barra
Santo Antônio da Barra é um município brasileiro do estado de Goiás, distante 190 km da cidade de Goiânia, localizado as margens da BR-060. Vulgarmente conhecido como "Pito".
No município está situado o distrito de Santa Cruz das Lages, conhecido como "Quimba".

## História
Localizado no Sudoeste Goiano, a ocupação foi iniciada pela família de Joaquim Domingos da Silva e Alventina Borges da Silva. O casal fixou um cruzeiro na região, no dia 13 de julho de 1951, em devoção a Santo Antônio. O surgimento do patrimônio atraiu, aos poucos, a atenção de outras pessoas, que se mudaram para o local. 
Em 1963, a localidade foi elevada à condição de distrito do município de Rio Verde, administrado pelo então prefeito Paulo Campos. A ação viabilizou a construção de escolas e outras repartições públicas. Hermínio Rodrigues Leão, Ermelindo Francisco da Silva e sua esposa, Zulmira Pereira da Silva, doaram dois alqueires para que fosse erguida a escola estadual. As obras foram concluídas em 1959. 
A Escola Municipal Antônio Gouvêia de Morais, criada no governo do prefeito de Rio Verde Eurico Veloso do Carmo, foi inaugurada em 1976. O colégio de segundo grau Irmãos Messias da Costa foi construído em 1983 pelo prefeito de Rio Verde Osório Leão Santa Cruz. Os Correios foram instalados em 1971 a partir de reivindicações do subprefeito de Santo Antônio, Joaquim Domingos da Silva. Em 29 de abril de 1992 foi realizado plebiscito para garantir a elevação do distrito à condição de município de Santo Antônio da Barra.
Mediante aprovação da população, no dia 3 de outubro de 1992 aconteceu o primeiro processo eleitoral para a escolha de autoridades do recém-criado município. Em 2012, Zé Cândido (José Cândido do Nascimento) foi reeleito pelo PMDB.